# Атамановский хребет
Атама́новский хребе́т — низкогорный массив в Красноярском крае России, отрог Саян.
Общая протяжённость хребта составляет 68 км. Максимальная высота — 550 м. Атамановский хребет расположен в зоне умеренного климата с хорошо выраженной континентальностью. Наиболее часто в район хребта поступают массы континентального полярного воздуха, реже — арктического. В течение всего года преобладают циклоны, приходящие с юго-запада (63 %). Среднегодовая температура воздуха составляет 1,4 °С, средняя температура января — около −18,8 °С, июля — 18,3 °С.
Среднее количество осадков составляет 388 мм в год. Постоянный снежный покров устанавливается к началу ноября и держится до второй декады марта, при этом максимальная высота снежного покрова достигает 83 см. На открытых участках мощность снежного покрова невелика, по этому почва промерзает на глубину 130—150 см. К востоку и северо-востоку от хребта проходит южная граница вечной мерзлоты. Продолжительность вегетационного периода с температурами выше 5 °С составляет 105—120 дней.